# Населення Монголії
Населення Монголії. Чисельність населення країни 2015 року становила 2,992 млн осіб (138-ме місце у світі). Чисельність монголів стабільно збільшується, народжуваність 2015 року становила 20,25 ‰ (83-тє місце у світі), смертність — 6,35 ‰ (152-ге місце у світі), природний приріст — 1,31 % (92-ге місце у світі) . 

## Природний рух

### Відтворення
Народжуваність у Монголії, станом на 2015 рік, дорівнює 20,25 ‰ (83-тє місце у світі). Коефіцієнт потенційної народжуваності 2015 року становив 2,17 дитини на одну жінку (100-те місце у світі). Рівень застосування контрацепції 54,9 % (станом на 2010 рік). Середній вік матері при народженні першої дитини становив 20,5 року, медіанний вік для жінок — 20-24 року (оцінка на 2008 рік).
Смертність у Монголії 2015 року становила 6,35 ‰ (152-ге місце у світі).
Природний приріст населення в країні 2015 року становив 1,31 % (92-ге місце у світі).

### Вікова структура

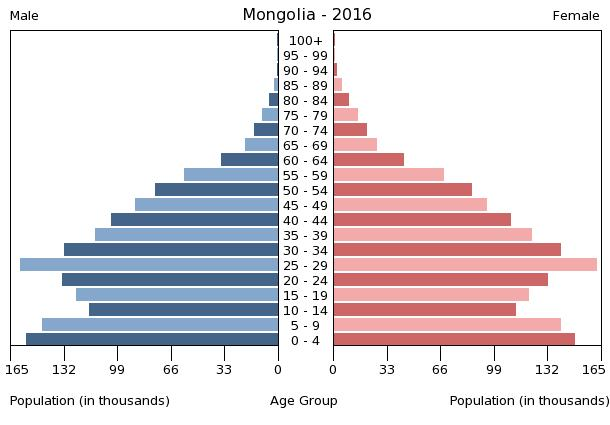
Віково-статева піраміда населення Монголії, 2016 рік

Середній вік населення Монголії становить 27,9 року (134-те місце у світі): для чоловіків — 27,1, для жінок — 28,7 року. Очікувана середня тривалість життя 2015 року становила 69,29 року (159-те місце у світі), для чоловіків — 65,04 року, для жінок — 73,76 року.
Вікова структура населення Монголії, станом на 2015 рік, виглядає таким чином:
- діти віком до 14 років — 26,87 % (409 994 чоловіки, 394 195 жінок);
- молодь віком 15—24 роки — 17,69 % (267 507 чоловіків, 261 869 жінок);
- дорослі віком 25—54 роки — 45,04 % (653 195 чоловіків, 694 688 жінок);
- особи передпохилого віку (55—64 роки) — 6,29 % (86 401 чоловік, 101 714 жінок);
- особи похилого віку (65 років і старіші) — 4,12 % (50 372 чоловіки, 72 973 жінки)[1].

### Шлюбність— розлучуваність
Коефіцієнт шлюбності, тобто кількість шлюбів на 1 тис. осіб за календарний рік, дорівнює 3,4; коефіцієнт розлучуваності — 1,1; індекс розлучуваності, тобто відношення шлюбів до розлучень за календарний рік — 32 (дані за 2010 рік). Середній вік, коли чоловіки беруть перший шлюб, дорівнює 26,2 року, жінки — 24,2 року, загалом — 25,2 року (дані за 2010 рік).

## Розселення
Густота населення країни 2015 року становила 1,9 особи/км² (238-ме місце у світі).

### Урбанізація
Монголія високоурбанізована країна. Рівень урбанізованості становить 72 % населення країни (станом на 2015 рік), темпи зростання частки міського населення — 2,78 % (оцінка тренду за 2010—2015 роки).
Головні міста держави: Улан-Батор (столиця) — 1,377 млн осіб (дані за 2015 рік).

### Міграції
Річний рівень еміграції 2015 року становив 0,84 ‰ (146-те місце у світі). Цей показник не враховує різниці між законними і незаконними мігрантами, між біженцями, трудовими мігрантами та іншими.
Монголія — член Міжнародної організації з міграції (IOM).

## Расово-етнічний склад
| Етнічний склад (2010 рік) | Етнічний склад (2010 рік) | Етнічний склад (2010 рік) | Етнічний склад (2010 рік) | Етнічний склад (2010 рік) |
| ------------------------- | ------------------------- | ------------------------- | ------------------------- | ------------------------- |
| Етнос:                    |                           |                           | Відсоток:                 |                           |
| халха-монголи             | халха-монголи             |                           | 81.9%                     | 81.9%                     |
| казахи                    | казахи                    |                           | 3.8%                      | 3.8%                      |
| дербети                   | дербети                   |                           | 2.7%                      | 2.7%                      |
| баяти                     | баяти                     |                           | 2.1%                      | 2.1%                      |
| буряти                    | буряти                    |                           | 1.7%                      | 1.7%                      |
| захчини                   | захчини                   |                           | 1.2%                      | 1.2%                      |
| даріганга                 | даріганга                 |                           | 1%                        | 1%                        |
| урянхайці                 | урянхайці                 |                           | 1%                        | 1%                        |
| інші                      | інші                      |                           | 4.6%                      | 4.6%                      |

Головні етноси країни: халха-монголи — 81,9 %, казахи — 3,8 %, дербети — 2,7 %, баяти — 2,1 %, буряти — 1,7 %, захчини — 1,2 %, даріганга — 1 %, урянхайці — 1 %, інші — 4,6 % населення (оціночні дані за 2010 рік).

## Мови
| Мови Монголії (1999 рік) | Мови Монголії (1999 рік) | Мови Монголії (1999 рік) | Мови Монголії (1999 рік) | Мови Монголії (1999 рік) |
| ------------------------ | ------------------------ | ------------------------ | ------------------------ | ------------------------ |
| Мова:                    |                          |                          | Відсоток:                |                          |
| монгольська              | монгольська              |                          | 90%                      | 90%                      |
| тюркські мови            | тюркські мови            |                          | %                        | %                        |
| російська                | російська                |                          | %                        | %                        |

Офіційна мова: монгольська — розмовляє 90 % населення країни. Інші поширені мови: тюркські мови, російська (станом на 1999 рік).

## Релігії
| Релігії в Монголії (2009 рік) | Релігії в Монголії (2009 рік) | Релігії в Монголії (2009 рік) | Релігії в Монголії (2009 рік) | Релігії в Монголії (2009 рік) |
| ----------------------------- | ----------------------------- | ----------------------------- | ----------------------------- | ----------------------------- |
| Віросповідання:               |                               |                               | Відсоток:                     |                               |
| буддисти                      | буддисти                      |                               | 53%                           | 53%                           |
| мусульмани                    | мусульмани                    |                               | 3%                            | 3%                            |
| християни                     | християни                     |                               | 2.2%                          | 2.2%                          |
| шаманізм                      | шаманізм                      |                               | 2.9%                          | 2.9%                          |
| інші                          | інші                          |                               | 0.4%                          | 0.4%                          |
| атеїсти                       | атеїсти                       |                               | 38.6%                         | 38.6%                         |

Головні релігії й вірування, які сповідує, і конфесії та церковні організації, до яких відносить себе населення країни: буддизм — 53 %, іслам — 3 %, християнство — 2,2 %, шаманізм — 2,9 %, інші — 0,4 %, не сповідують жодної — 38,6 % (станом на 2010 рік).

## Освіта
Рівень письменності 2015 року становив 98,4 % дорослого населення (віком від 15 років): 98,2 % — серед чоловіків, 98,6 % — серед жінок.
Державні витрати на освіту становлять 4,6 % ВВП країни, станом на 2011 рік (58-ме місце у світі). Середня тривалість освіти становить 15 років, для хлопців — до 14 років, для дівчат — до 15 років (станом на 2014 рік).

## Охорона здоров'я
Забезпеченість лікарями в країні на рівні 2,84 лікаря на 1000 мешканців (станом на 2011 рік). Забезпеченість лікарняними ліжками в стаціонарах — 6,8 ліжка на 1000 мешканців (станом на 2012 рік). Загальні витрати на охорону здоров'я 2014 року становили 4,7 % ВВП країни (105-те місце у світі).
Смертність немовлят до 1 року, станом на 2015 рік, становила 22,44 ‰ (78-ме місце у світі); хлопчиків — 25,64 ‰, дівчаток — 19,09 ‰. Рівень материнської смертності 2015 року становив 44 випадків на 100 тис. народжень (96-те місце у світі).
Монголія входить до складу ряду міжнародних організацій: Міжнародного руху (ICRM) і Міжнародної федерації товариств Червоного Хреста і Червоного Півмісяця (IFRCS), Дитячого фонду ООН (UNISEF), Всесвітньої організації охорони здоров'я (WHO).

### Захворювання
2014 року зареєстровано 600 хворих на СНІД (124-те місце в світі), це 0,04 % населення в репродуктивному віці 15—49 років (124-те місце у світі). Смертність 2014 року від цієї хвороби становила приблизно 100 осіб (115-те місце у світі).
Частка дорослого населення з високим індексом маси тіла 2014 року становила 15,7 % (122-ге місце у світі); частка дітей віком до 5 років зі зниженою масою тіла становила 1,6 % (оцінка на 2013 рік). Ця статистика показує як власне стан харчування, так і наявну/гіпотетичну поширеність різних захворювань.

### Санітарія
Доступ до облаштованих джерел питної води 2015 року мало 66,4 % населення в містах і 59,2 % в сільській місцевості; загалом 64,4 % населення країни. Відсоток забезпеченості населення доступом до облаштованого водовідведення (каналізація, септик): у містах — 66,4 %, в сільській місцевості — 42,6 %, загалом по країні — 59,7 % (станом на 2015 рік). Споживання прісної води, станом на 2009 рік, дорівнює 0,55 км³ на рік, або 196,8 тонни на одного мешканця на рік: з яких 13 % припадає на побутові, 43 % — на промислові, 44 % — на сільськогосподарські потреби.

## Соціально-економічне становище
Співвідношення осіб, що в економічному плані залежать від інших, до осіб працездатного віку (15—64 роки) загалом становить 47,6 % (станом на 2015 рік): частка дітей — 41,7 %; частка осіб похилого віку — 6 %, або 16,7 потенційно працездатного на 1 пенсіонера. Загалом ці показники характеризують рівень потреби державної допомоги в секторах освіти, охорони здоров'я та пенсійного забезпечення, відповідно. За межею бідності 2014 року перебувало 21,6 % населення країни. Розподіл доходів домогосподарств у країні виглядає таким чином: нижній дециль — 3 %, верхній дециль — 28,4 % (станом на 2008 рік).
Станом на 2013 рік, у країні 300 тис. осіб не має доступу до електромереж; 90 % населення має доступ, в містах цей показник дорівнює 98 %, у сільській місцевості — 73 %. Рівень проникнення інтернет-технологій низький. Станом на липень 2015 року в країні налічувалось 642 тис. унікальних інтернет-користувачів (131-ше місце у світі), що становило 21,4 % загальної кількості населення країни.

### Трудові ресурси
Загальні трудові ресурси 2015 року становили 1,164 млн осіб (139-те місце у світі). Зайнятість економічно активного населення у господарстві країни розподіляється таким чином: аграрне, лісове і рибне господарства — 28,6 %; промисловість і будівництво — 21 %; сфера послуг — 50,4 % (станом на 2014 рік). 106,20 тис. дітей у віці від 5 до 14 років (18 % загальної кількості) 2005 року були залучені до дитячої праці. Безробіття 2015 року дорівнювало 8,3 % працездатного населення, 2014 року — 7,7 % (96-те місце у світі); серед молоді у віці 15—24 років ця частка становила 16,6 %, серед юнаків — 14,7 %, серед дівчат — 19,1 % (92-ге місце у світі).

## Кримінал

### Торгівля людьми
Згідно зі щорічною доповіддю про торгівлю людьми (англ. Trafficking in Persons Report) Управління з моніторингу та боротьби з торгівлею людьми Державного департаменту США, уряд Монголії докладає значних зусиль у боротьбі з явищем примусової праці, сексуальної експлуатації, незаконною торгівлею внутрішніми органами, але законодавство відповідає мінімальним вимогам американського закону 2000 року щодо захисту жертв (англ. Trafficking Victims Protection Act’s) не повною мірою, країна перебуває у списку другого рівня.

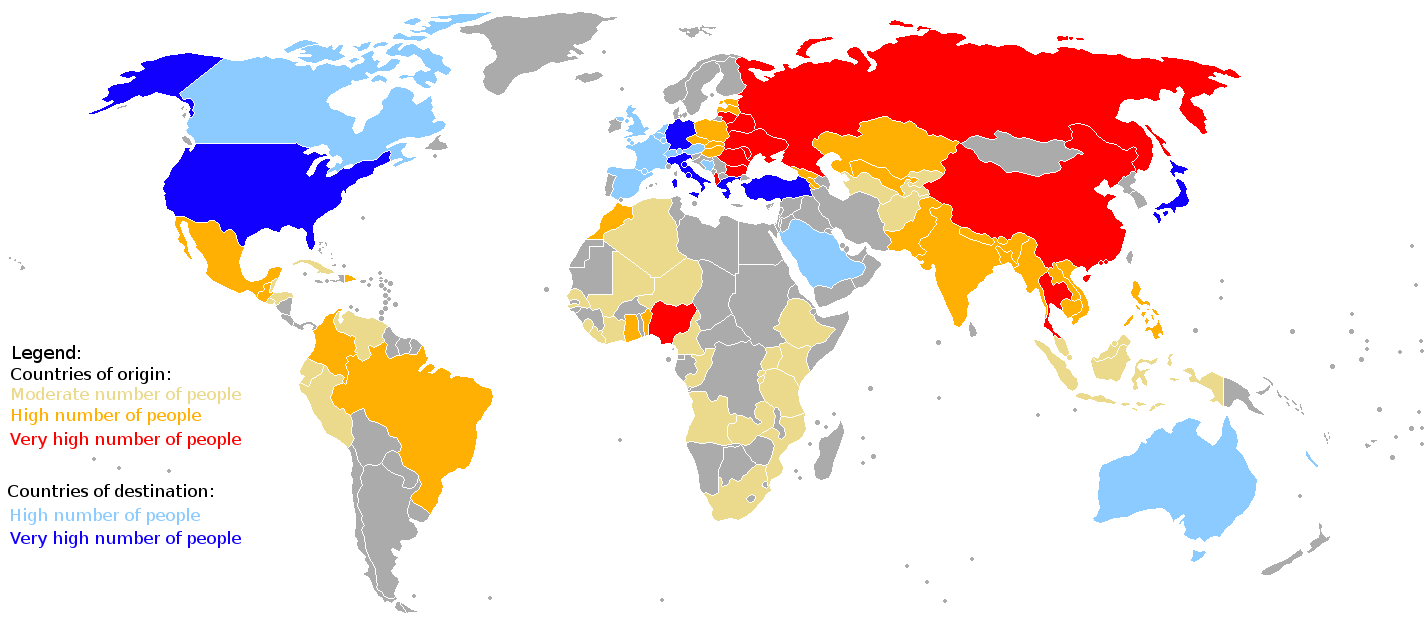
Країни-донори (червоний) і країни-реципієнти кримінальних потоків  (англ.)
Глобальна боротьба з торгівлею людьми (англ.)

## Гендерний стан
Статеве співвідношення (оцінка 2015 року):
- при народженні — 1,05 особи чоловічої статі на 1 особу жіночої;
- у віці до 14 років — 1,04 особи чоловічої статі на 1 особу жіночої;
- у віці 15—24 років — 1,02 особи чоловічої статі на 1 особу жіночої;
- у віці 25—54 років — 0,94 особи чоловічої статі на 1 особу жіночої;
- у віці 55—64 років — 0,85 особи чоловічої статі на 1 особу жіночої;
- у віці за 64 роки — 0,69 особи чоловічої статі на 1 особу жіночої;
- загалом — 0,96 особи чоловічої статі на 1 особу жіночої[1].

## Демографічні дослідження
Демографічні дослідження в країні ведуться рядом державних і наукових установ:

### Українською
- Атлас. 10—11 клас. Економічна і соціальна географія світу / упорядники :  О. Я. Скуратович, Н. І. Чанцева. — К. : ДНВП «Картографія», 2010. — ISBN 978-966-475-639-3.
- Атлас світу / голов. ред. І. С. Руденко ; зав. ред. В. В. Радченко ; відп. ред. О. В. Вакуленко. — К. : ДНВП «Картографія», 2005. — 336 с. — ISBN 9666315467.
- Безуглий В. В. Економічна і соціальна географія зарубіжних країн : Навчальний посібник. — К. : ВЦ «Академія», 2007. — 704 с. — ISBN 978-966-580-239-6.
- Безуглий В. В., Козинець С. В. Регіональна економічна і соціальна географія світу : Навчальний посібник. — видання 2-ге, доп., перероб. — К. : ВЦ «Академія», 2007. — 688 с. — ISBN 966-580-144-9.
- Головченко В. І., Кравчук О. Країнознавство: Азія, Африка, Латинська Америка, Австралія і Океанія. — К., 2006. — 335 с. — ISBN 966-8939-04-2.
- Гудзеляк І. І. Географія населення: Навчальний посібник / І. Гудзеляк. — Л. : Видавничий центр ЛНУ імені Івана Франка, 2008. — 232 с. — ISBN 978-966-613-599-8.
- Дахно І. І. Країни світу: Енциклопедичний довідник / І. І. Дахно, С. М. Тимофієв. — К. : Мапа, 2011. — 606 с. — (Бібліотека нового українця) — ISBN 978-966-8804-23-6.
- Дахно І. І. Економічна географія зарубіжних країн : навчальний посібник. — К. : Центр учбової літератури, 2014. — 319 с. — ISBN 978-611-01-0682-5.
- Джаман В. О. Регіональні системи розселення: демографічні аспекти. — Чернівці : Рута, 2003. — 392 с. — ISBN 9665685988.
- Дорошенко Л. С. Демографія: Навчальний посібник. — К. : МАУП, 2005. — 112 с. — ISBN 966-608-442-2.
- Дубович І. А. Країнознавчий словник-довідник. — 5-те вид., перероб. і доп. — К. : Знання, 2008. — 839 с. — ISBN 978-966-346-330-8.
- Економічна і соціальна географія країн світу. Навчальний посібник / За ред. Кузика С. П. — Л. : Світ, 2002. — 672 с. — ISBN 966-603-178-7.
- Загальна медична географія світу / В. О. Шевченко [та ін.] — К. : [б.в.], 1998. — 178 с.
- Ігнатьєв П. М. Країнознавство: Країни Азії. — Ч. : Книги-XXI, 2004. — 383 с. — ISBN 966-8029-53-4.
- Книш М. М., Мамчур О. І. Регіональна економічна і соціальна географія світу (Латинська Америка та Карибські країни, Африка, Азія, Океанія) : навч. посіб. — Л. : ЛНУ ім. Івана Франка, 2013. — 368 с. — ISBN 978-617-10-0007-0.
- Крисаченко В. С. Динаміка населення: Популяційні, етнічні та глобальні виміри. — К. : Видавництво Національного інституту стратегічних досліджень, 2005. — 368 с. — ISBN 966-554-083-1.
- Любіцева О. О., Мезенцев К. В., Павлов С. В. Географія релігій. — К. : АртЕК, 1999. — 504 с. — ISBN 966-505-006-0.
- Масляк П. О. Країнознавство. — К. : Знання, 2007. — 292 с. — (Вища освіта XXI століття)
- Масляк П. О., Дахно І. І. Економічна і соціальна географія світу / П. О. Масляк, І. І. Дахно ; за ред. П. О. Масляка. — К. : Вежа, 2003. — 280 с. — ISBN 966-7091-53-8.

### Російською
- (рос.) Монгольская Народная Республика // Демографический энциклопедический словарь / главн. ред. Валентей Д. И. — М. : Советская энциклопедия, 1985. — 608 с.
- (рос.) Монгольская Народная Республика // Страны и народы. Зарубежная Азия. Восточная и Центральная Азия / Редкол. : М. И. Сладковский (отв. ред.) и др. — М. : «Мысль», 1982. — 284 с. — (Страны и народы) — 180 тис. прим.
- (рос.) Атлас народов мира / Отв. ред. С. И. Брук и В. С. Апенченко. — М. : ГУГК ГГК СССР и Институт этнографии им. Н. Н. Миклухо-Маклая АН СССР, 1964. — 185 с. — 20 тис. прим.
- (рос.) Численность и расселение народов мира. Этнографические очерки / под ред. С. И. Брука. — М. : Издательство АН СССР, 1962. — 487 с.
- (рос.) Лаппо Г. М. География городов: Учебное пособие для географических факультетов вузов. — М. : Туманит, изд. центр ВЛАДОС, 1997. — 476 с. — ISBN 5-691-00047-0.
- (рос.) Ягельский А. География населения. — М. : Прогресс, 1980. — 383 с.